# ダンプかあちゃん
『ダンプかあちゃん』は、日本のテレビドラマ作品である。

## 1969年版
1969年11月2日に、TBS系「東芝日曜劇場」枠にて放送された。北海道放送（HBC）制作。第18回日本民間放送連盟金賞受賞作品。1970年4月19日、同年8月19日、1971年6月20日に続編も放送された。

### キャスト
- 緒形拳
- 長山藍子
- 賀原夏子
- 原知佐子
- 末吉敏夫
- 関口正幸
- 矢木原敬
- 梓英子
- 田村英寛
- 夏圭子（現・夏桂子）
- 末吉敏夫
- 高橋長英
- 小林夕岐子

### スタッフ
- 演出：甫喜本宏
- 脚本：稲葉明子
- 制作：北海道放送

### 主題歌
「ひとめぼれの歌」 - 歌：長山藍子
- 作詞：稲葉明子／作曲・編曲：服部公一

## 1980年版
1980年7月8日 - 8月29日に、TBS「花王 愛の劇場」枠にて放送された。

### キャスト（1980年版）
- 松本留美
- 新克利
- 松木路子

### スタッフ（1980年版）
- 脚本：秋田佐知子

### 主題歌（1980年版）
「愛の行先」 - 歌：西島三重子
- 作詞：門谷憲二／作曲：西島三重子／編曲：若草恵

## 1998年版
作品自体は1998年に完成し、『激突!子連れダンプかあちゃんの大逆転推理』というタイトルで、フジテレビ「金曜エンタテイメント」枠にて放送予定であったが、未放送のままである。

### キャスト（1998年版）
- 伊藤かずえ
- 勝村政信
- 前田亜季
- 坂田麻衣子
- 高杉亘
- 麿赤児
- 松田優
- 阿部サダヲ

### スタッフ（1998年版）
- 演出：本広克行
- 脚本：林誠人
- 制作：東宝、フジテレビ

| TBS 花王 愛の劇場                           | TBS 花王 愛の劇場                         | TBS 花王 愛の劇場                  |
| 前番組                                      | 番組名                                    | 次番組                             |
| ------------------------------------------- | ----------------------------------------- | ---------------------------------- |
| わが母は聖母なりき （1980.5.12 - 1980.7.7） | ダンプかあちゃん （1980.7.8 - 1980.8.29） | 愛の旅路 （1980.9.1 - 1980.10.31） |